# Helsingborgs konserthus

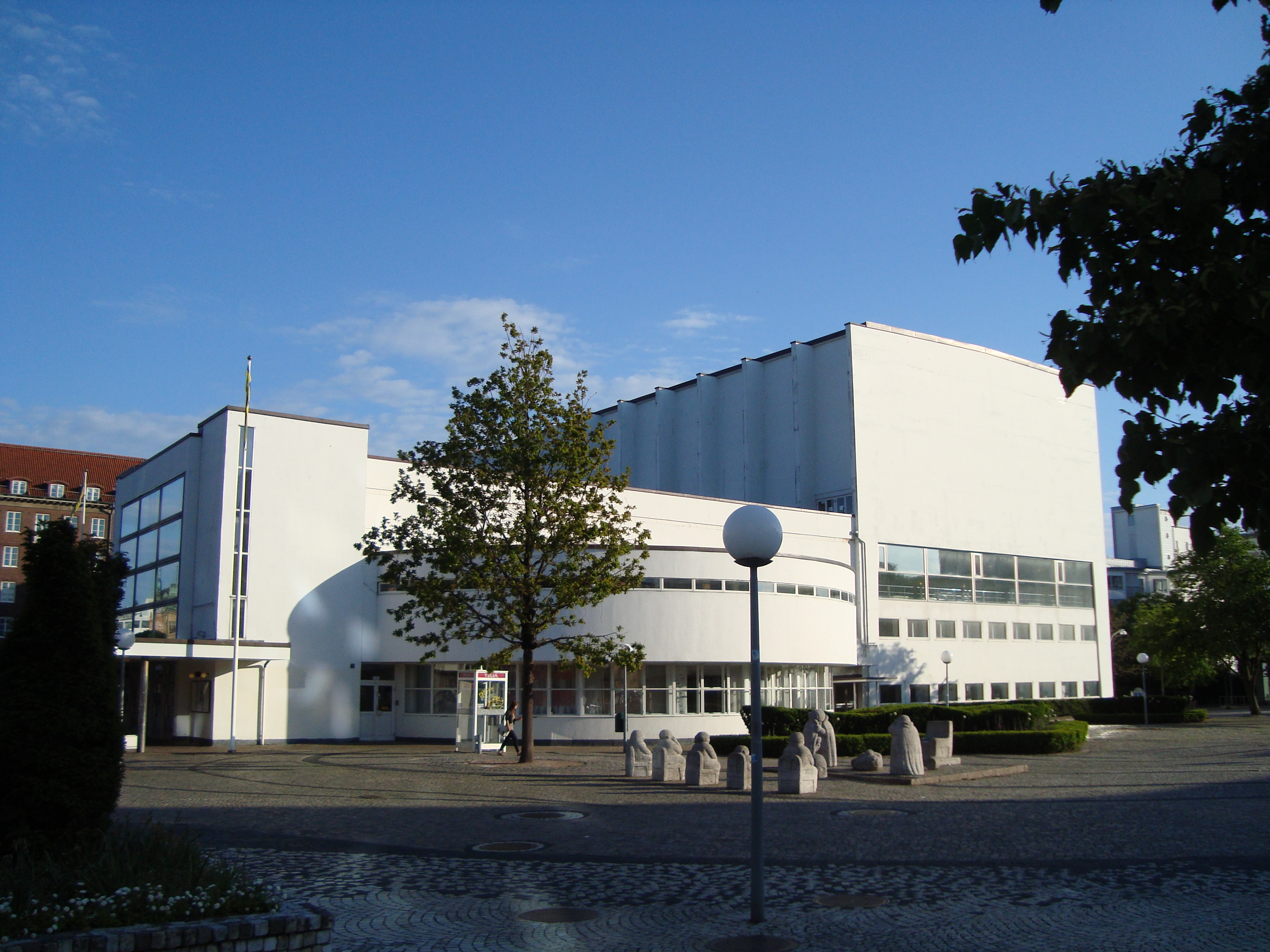
Konserthuset sett från Henry Dunkers plats.

Helsingborgs konserthus färdigställt 1932, ritat av Sven Markelius. Konserthuset är scen åt Helsingborgs symfoniorkester. 

## Verksamhet
Konserthuset är scen för flera olika evenemang, från klassiska konserter till storband och underhållning. Helsingborgs Symfoniorkester håller regelbundna konserter i huset där man både spelar äldre och mer moderna klassiska verk. Flera inbjudna artister bjuder ofta på föreställningar av olika slag. Teman kan bland annat vara jazz, 60-talsmusik, humor, gospel och soloframföranden. Dessutom bjuder man in både förskole- och skolelever på särskilda konserter och föreställningar riktade till barn. Helsingborgs konserthus är sedan 1 januari 2015 en del av det kommunala bolaget Helsingborg Arena och Scen AB med Jeanette Gustafsdotter som verkställande direktör.  

## Huset
1927 hölls en tävling för att formge Helsingborgs nya konserthus. Tävlingen vanns av Sven Markelius, vars första förslag var en klassicistisk byggnad med kolonner och ornament. Emellertid kom Markelius under projekteringen i kontakt med helt nya idéer från Europa och alla klassiserande detaljer togs bort. Slutresultatet blev en stilren och spartansk modernistisk byggnad, en byggstil som på svenska kommit att heta funkis. Helsingborgs konserthus har kommit att bli ett av de första och bästa exemplen på funktionalism i Sverige.
Själva byggnaden är i vit puts och utförd enligt modernismens mest grundläggande principer. Den består av enkla geometriska former, från entrépartiets runda form till konsertsalens fyrkantiga. Fönsterband genomskär de vita fasaderna. Ut från entrén spänner en baldakin som vilar på smäckra pilotis. Entréhallen är ljus och öppen tack vare stora fönster och ett högt tak. För själva rörelsen inåt och uppåt i byggnaden inspirerades Markelius av Parisoperans trapphall där man i pauserna kan stå och samtala och samtidigt ha uppsyn över hela folkvimlet. Den stora konsertsalen tar ca 840 personer och har fått mycket beröm för sin utmärkta akustik. I huset finns även en liten konsertsal (den fd biosalongen) som tar 240 personer. Mycket av den goda akustiken beror på lokalens blygsamma storlek.

### Restaurang och biograf
Byggnaden uppfördes med restauranglokal och biograf med separat ingång. Endast tre år efter öppnandet (1935) stängdes restaurangen och lokalen övertogs av stadens bibliotek, som ett provisorium som varade till 1965, när Helsingborgs Stadsbibliotek färdigställdes. Idag används utrymmena som utgjorde kök som omklädningsrum. 2017 öppnade åter en bar & café i Konserthuset.
Biografen öppnade under namnet Konserthusbiografen, därefter "Capitol" och drevs länge som Sandrews 1-2-3 (som namnet antyder moderniserades lokalerna till att hysa tre salonger på 1970-talet). Efter att ha lagt ner sin biografverksamhet 2006 fick Sandrews inte sälja verksamheten till SF Bio av Konkurrensverket; istället drevs biografen under namnet Astoria i ungefär ett års tid. Därefter gick Astoria i konkurs och SF Bio köpte verksamheten, i Helsingborg två biografer. Medan Röda Kvarn behölls lades Astoria ner och biografsalongen utgör i dag Lilla scenen.

### Byggnadsminne
Huset blev byggnadsminne 1997.

## Bilder

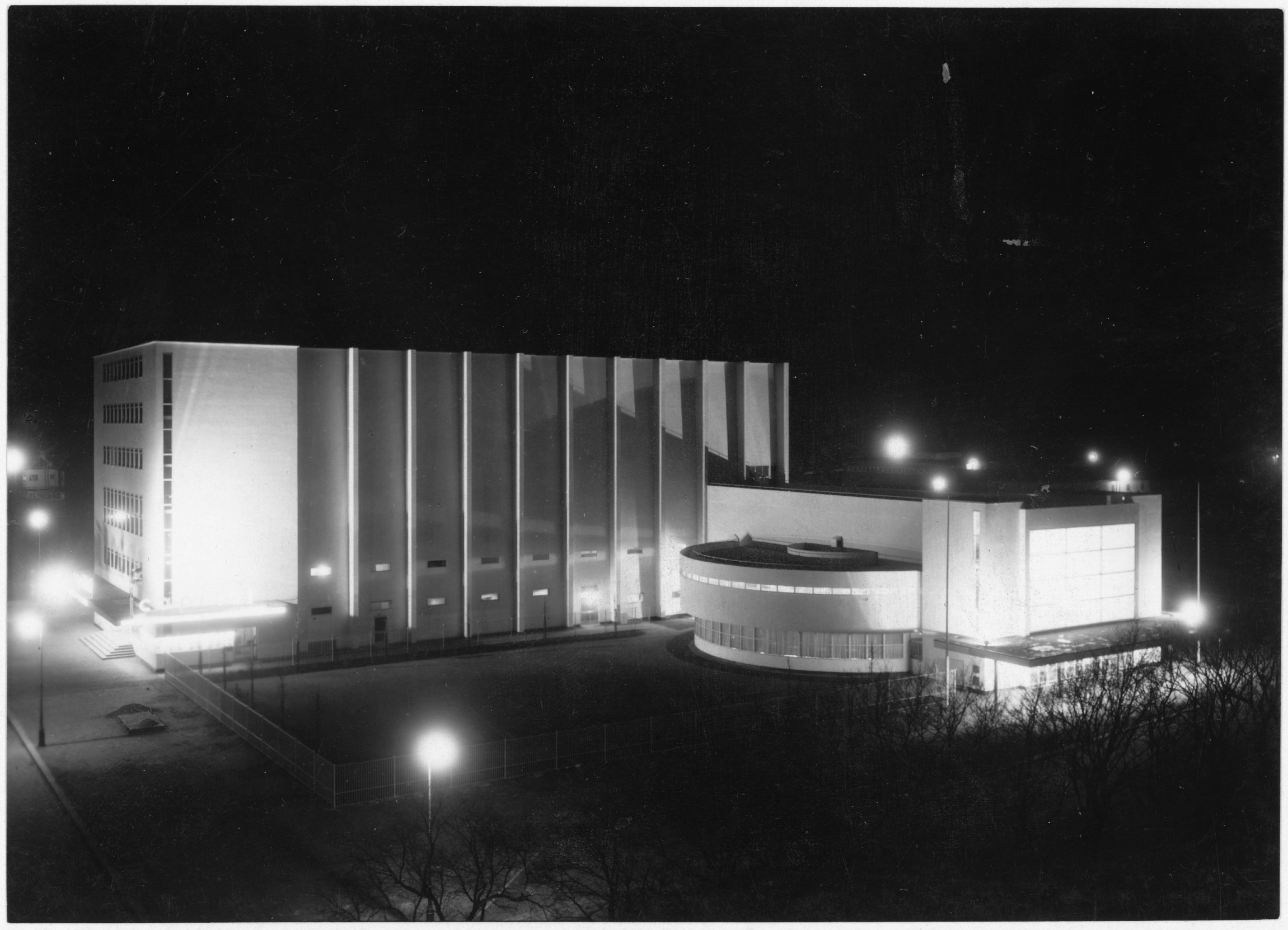
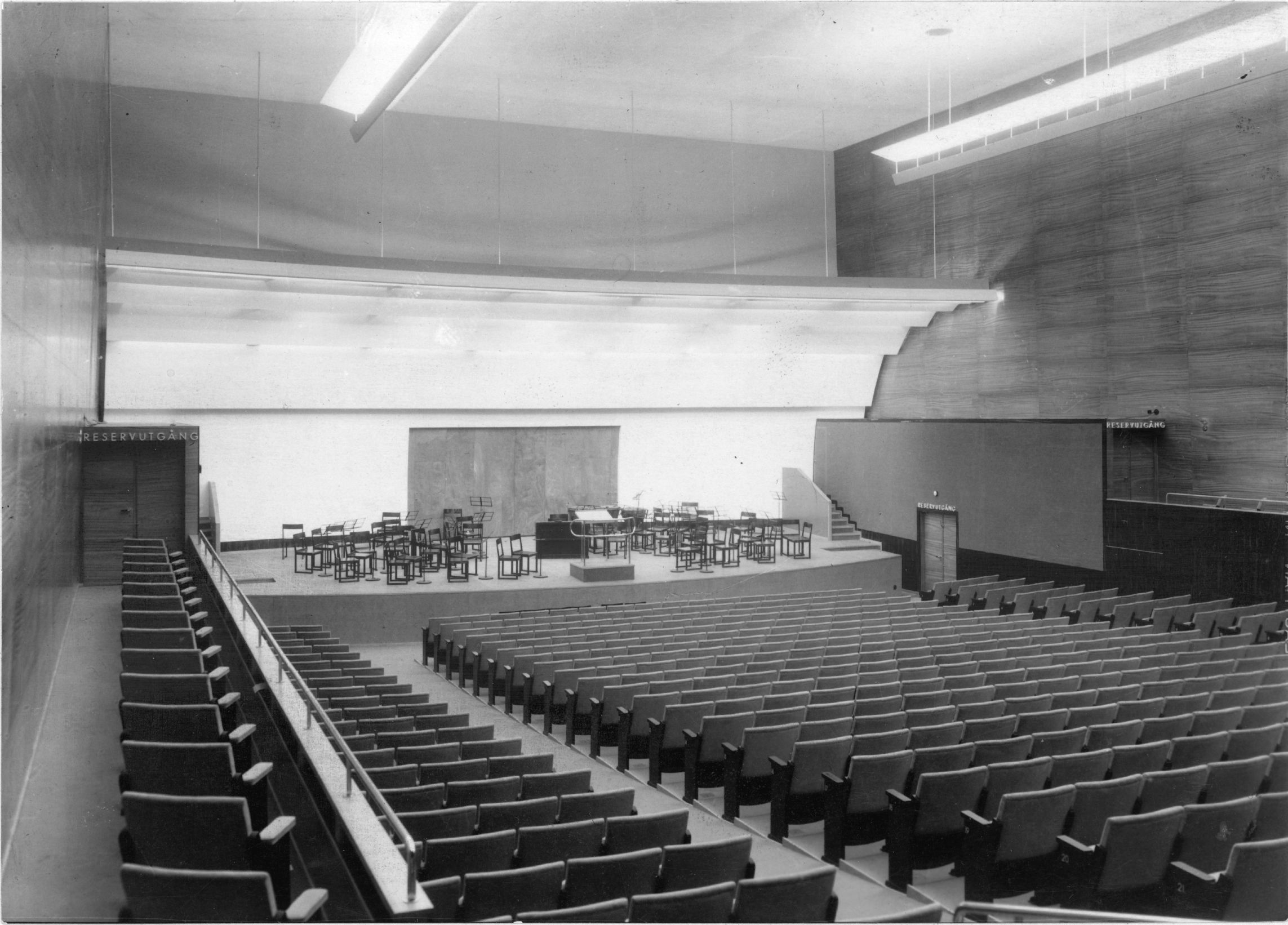
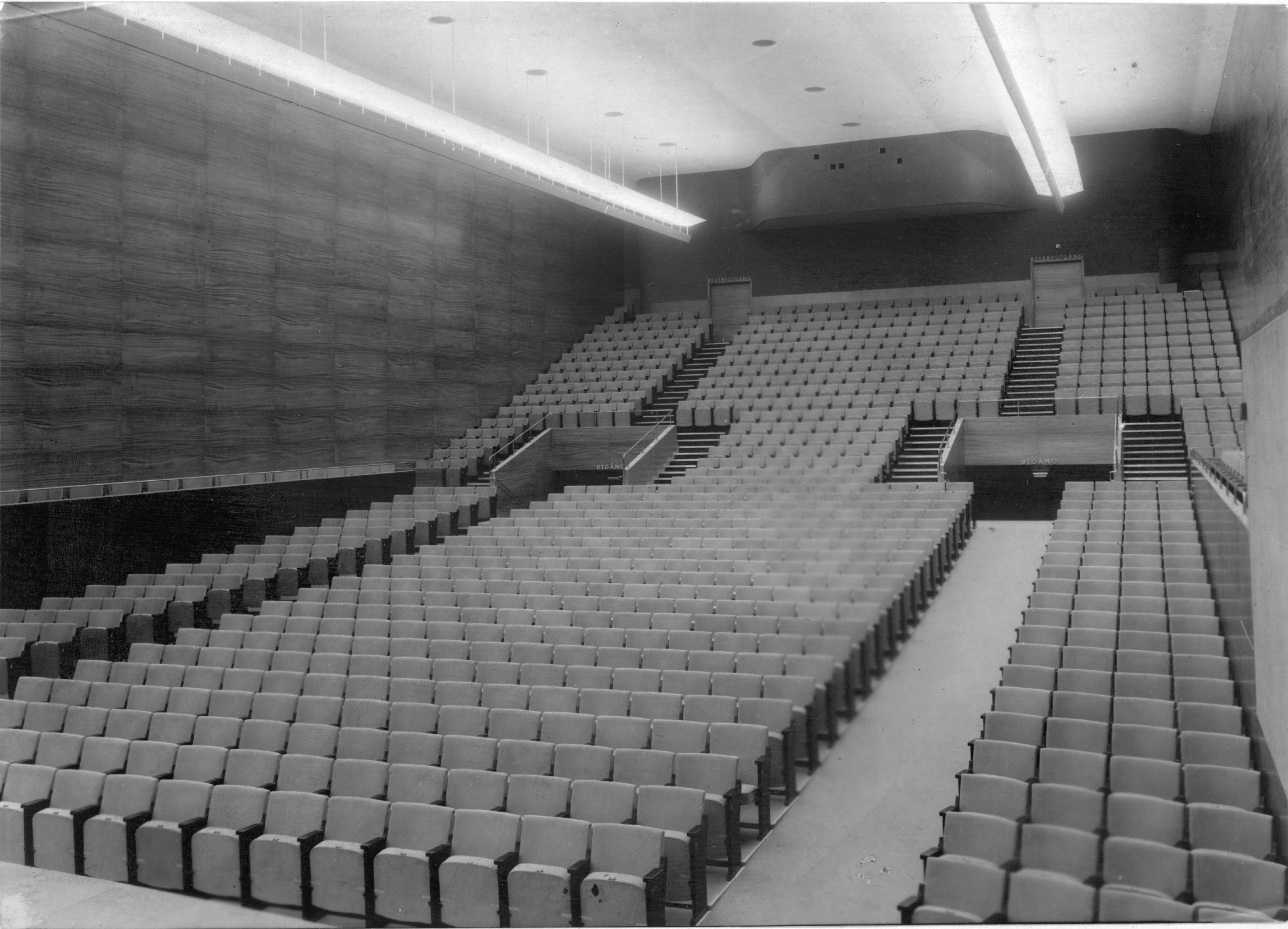
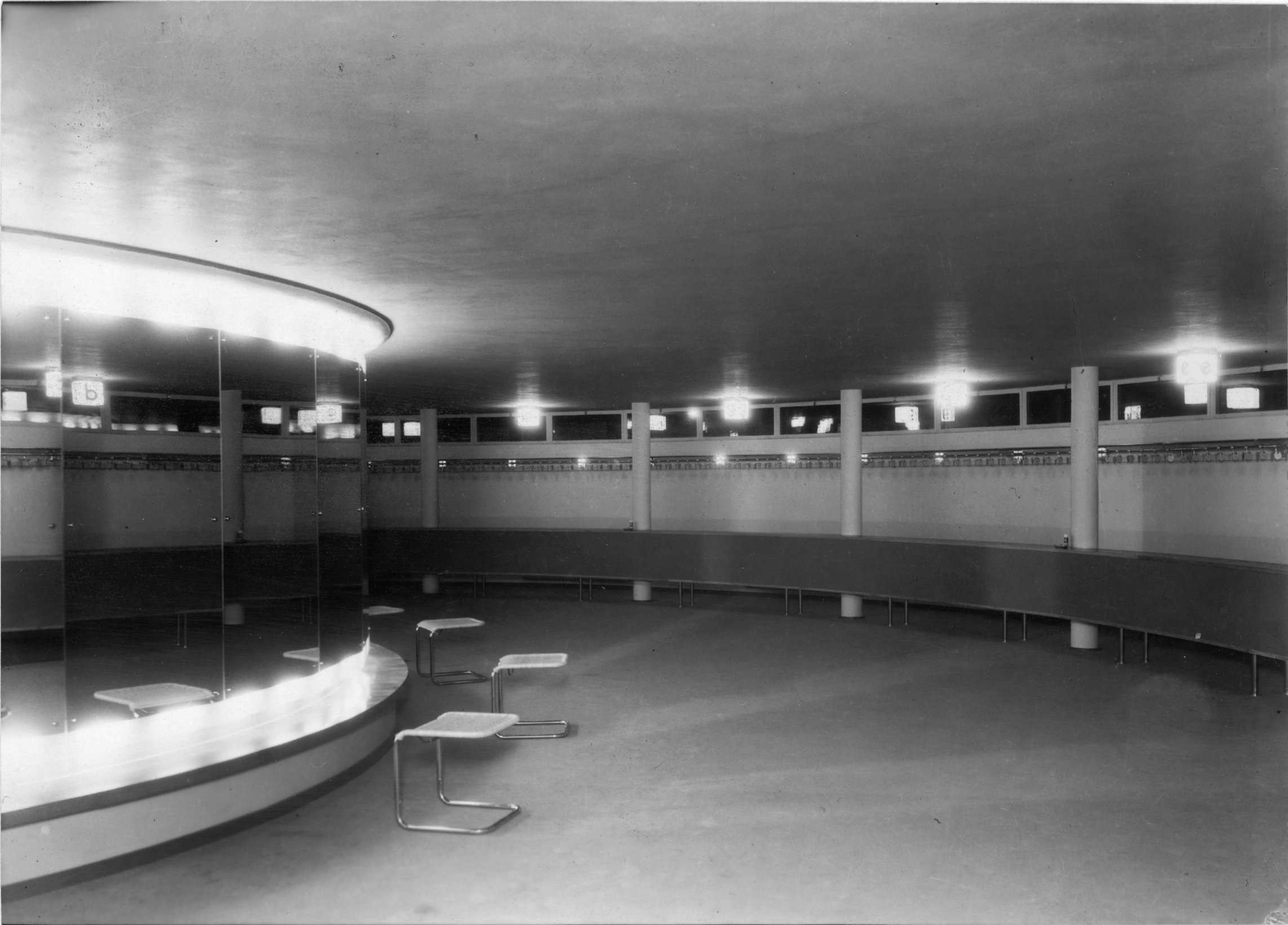
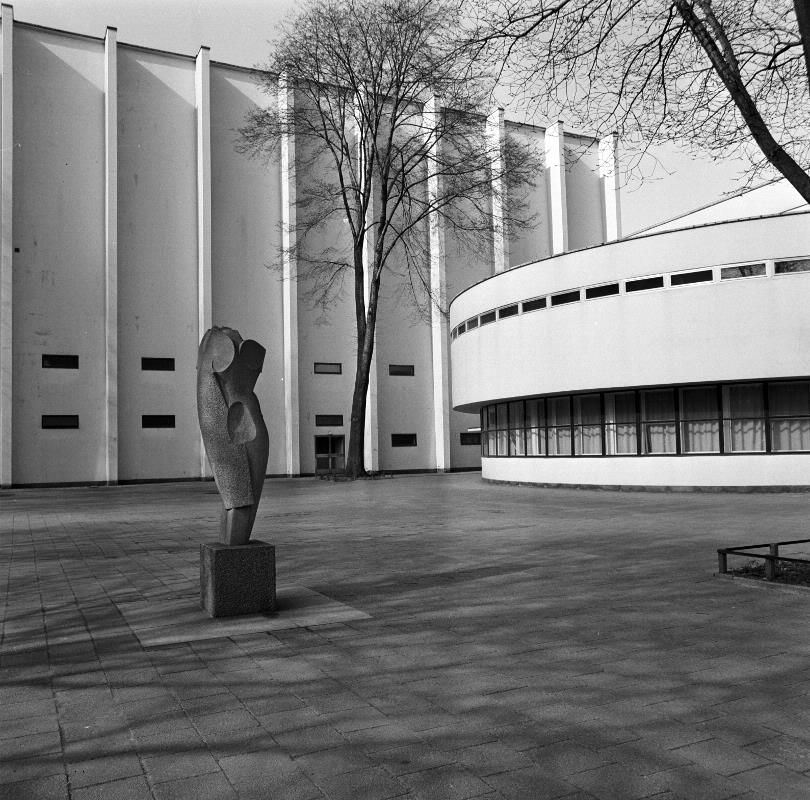
Torso framför Helsingborgs konserthus av Christian Berg 1967.